# ハイドンのピアノ三重奏曲一覧
本項はフランツ・ヨーゼフ・ハイドンが作曲したピアノ三重奏曲の一覧である。ホーボーケン番号ではXVに分類される。また、XIVとXVIも含む。ランドン版では45曲が存在するが、うち2作（Hob. XV:33,D1）は消失曲であり、5曲は編曲（ハイドンまたは別人による。XV:2,39, XIV:6,C1, Deest）として除かれることがある。また、XV:3-4は別人の作である。
大部分は鍵盤楽器（チェンバロまたはピアノ）、ヴァイオリン、チェロによるが、Hob. XV:15-17の3曲は1790年にロンドンで出版されたときにヴァイオリンではなくフルートを使っていた。チェロパートは通常他の楽器の低音を重複して演奏するだけで、独立性が低い。
| XV | 曲名 ※（）内はランドン版の番号          | 作曲年   | 備考                               |
| -- | --------------------------------------- | -------- | ---------------------------------- |
| 1  | ピアノ三重奏曲第1番（第5番） ト短調     | 1755-60  |                                    |
| 2  | ピアノ三重奏曲第2番（第17番） ヘ長調    | 1772     | バリトン四重奏曲の編曲             |
| 3  | ピアノ三重奏曲第3番 ハ長調              | ？       | 偽作 (イグナツ・プライエル)        |
| 4  | ピアノ三重奏曲第4番 ヘ長調              | ？       | 偽作 (イグナツ・プライエル)        |
| 5  | ピアノ三重奏曲第5番（第18番） ト長調    | 1784     |                                    |
| 6  | ピアノ三重奏曲第6番（第19番） ヘ長調    | 1784     |                                    |
| 7  | ピアノ三重奏曲第7番（第20番） ニ長調    | 1784     |                                    |
| 8  | ピアノ三重奏曲第8番（第21番） 変ロ長調  | 1784     |                                    |
| 9  | ピアノ三重奏曲第9番（第22番） イ長調    | 1785     |                                    |
| 10 | ピアノ三重奏曲第10番（第23番） 変ホ長調 | 1785     |                                    |
| 11 | ピアノ三重奏曲第11番（第24番） 変ホ長調 | 1788?    |                                    |
| 12 | ピアノ三重奏曲第12番（第25番） ホ短調   | 1788/89? |                                    |
| 13 | ピアノ三重奏曲第13番（第26番） ハ短調   | 1789?    |                                    |
| 14 | ピアノ三重奏曲第14番（第27番） 変イ長調 | 1789/90  |                                    |
| 15 | ピアノ三重奏曲第15番（第29番） ト長調   | 1789/90? | フルート使用                       |
| 16 | ピアノ三重奏曲第16番（第28番） ニ長調   | 1789/90? | フルート使用                       |
| 17 | ピアノ三重奏曲第17番（第30番） ヘ長調   | 1790?    | フルート使用                       |
| 18 | ピアノ三重奏曲第18番（第32番） イ長調   | 1793/94? |                                    |
| 19 | ピアノ三重奏曲第19番（第33番） ト短調   | 1793/94? |                                    |
| 20 | ピアノ三重奏曲第20番（第34番） 変ロ長調 | 1793/94? |                                    |
| 21 | ピアノ三重奏曲第21番（第35番） ハ長調   | 1794/95? |                                    |
| 22 | ピアノ三重奏曲第22番（第36番） 変ホ長調 | 1794/95? |                                    |
| 23 | ピアノ三重奏曲第23番（第37番） ニ短調   | 1794/95? |                                    |
| 24 | ピアノ三重奏曲第24番（第38番） ニ長調   | 1794/95? |                                    |
| 25 | ピアノ三重奏曲第25番（第39番） ト長調   | 1794/95? | 終楽章がハンガリー風               |
| 26 | ピアノ三重奏曲第26番（第40番） 嬰ヘ短調 | 1794/95? |                                    |
| 27 | ピアノ三重奏曲第27番（第43番） ハ長調   | 1796?    |                                    |
| 28 | ピアノ三重奏曲第28番（第44番） ホ長調   | 1796?    |                                    |
| 29 | ピアノ三重奏曲第29番（第45番） ト長調   | 1796?    | 終楽章がアルマンド                 |
| 30 | ピアノ三重奏曲第30番（第42番） 変ホ長調 | 1796?    |                                    |
| 31 | ピアノ三重奏曲第31番（第41番） 変ホ短調 | 1795     | 第2楽章に「ヤコブの夢」の題あり。  |
| 32 | ピアノ三重奏曲第32番（第31番） ト長調   | 1792/93? |                                    |
| 33 | ピアノ三重奏曲第33番（第8番） ニ長調    | ？       | 消失。全6楽章。                    |
| 34 | ピアノ三重奏曲第34番（第11番） ホ長調   | 1755-60  |                                    |
| 35 | ピアノ三重奏曲第35番（第10番） イ長調   | 1755-60  |                                    |
| 36 | ピアノ三重奏曲第36番（第12番） 変ホ長調 | 1755-60  |                                    |
| 37 | ピアノ三重奏曲第37番（第1番） ヘ長調    | 1755-60  |                                    |
| 38 | ピアノ三重奏曲第38番（第13番） 変ロ長調 | 1755-60  |                                    |
| 39 | ピアノ三重奏曲第39番（第4番） ヘ長調    | 1755-60  | いくつかのソナタからの編曲、疑作。 |
| 40 | ピアノ三重奏曲第40番（第6番） ヘ長調    | 1755-60  |                                    |
| 41 | ピアノ三重奏曲第41番（第7番） ト長調    | 1755-60  |                                    |
| C1 | ピアノ三重奏曲（第2番） ハ長調          | 1755-60  |                                    |
| D1 | ピアノ三重奏曲（第9番） ニ長調          | ？       | 消失。疑作。                       |
| f1 | ピアノ三重奏曲（第14番） ヘ短調         | 1755-60  |                                    |

|        | 曲名 ※（）内はランドン版の番号  | 作曲年  | 備考                              |
| ------ | ------------------------------- | ------- | --------------------------------- |
| XIV:6  | ピアノ三重奏曲（第3番） ト長調  | 1755-60 | ソナタ（XVI:6）の編曲             |
| deest  | ピアノ三重奏曲（第15番） ニ長調 | 1755-60 | 疑作                              |
| XIV:C1 | ピアノ三重奏曲（第16番） ハ長調 | 1755-60 | 四重奏曲から1パート失われたものか |